# کنت رمینگر
کنت رمینگر (به انگلیسی: Kent Vernon Rominger) فضانورد اهل ایالات متحده آمریکا است که در ۷ اوت ۱۹۵۶ میلادی در دل نورث، کلرادو زاده شد. وی در مأموریت اس‌تی‌اس-۷۳، اس‌تی‌اس-۸۰، اس‌تی‌اس-۸۵، اس‌تی‌اس-۹۶، اس‌تی‌اس-۱۰۰ حضور داشته است.